# Ладжі Дукуре
Ладжі Дукуре (фр. Ladji Doucouré; нар. 28 березня 1983) — французький легкоатлет малійсько-сенегальського походження, який спеціалізувався в бар'єрному бігу, а на початку кар'єри — також і у десятиборстві.

## Спортивні досягнення
Дворазовий фіналіст олімпійських забігів на 110 метрів з бар'єрами — 8-е місце у 2004 та 4-е місце у 2008. Брав участь у бігу на 110 метрів з бар'єрами на Іграх-2012, проте зупинився на півфінальній стадії змагань.
Чемпіон світу з бігу на 110 метрів з бар'єрами та з естафетного бігу 4×100 метрів (2005).
Фіналіст (4-е місце) з бігу на 60 метрів з бар'єрами на чемпіонаті світу в приміщенні (2003).
Срібний (з естафетного бігу 4×100 метрів) та бронзовий (з бігу на 110 метрів з бар'єрами) призер чемпіонату світу серед юніорів (2000).
Чемпіон світу серед юнаків з бігу на 110 метрів з бар'єрами (1999).
Чотириразовий переможець з бігу на 110 метрів з бар'єрами на Кубках Європи (2003, 2005, 2006, 2007).
Дворазовий чемпіон Європи в приміщенні з бігу на 60 метрів з бар'єрами (2005, 2009).
Чемпіон Європи серед молоді з бігу на 110 метрів з бар'єрами (2003).
Чемпіон Європи серед юніорів з десятиборства та срібний призер чемпіонату Європи серед юніорів з бігу на 110 метрів з бар'єрами (2001).
Багаторазовий чемпіон та рекордсмен Франції.
Рекордсмен Європи в приміщенні з бігу на 50 метрів з бар'єрами — 6,36 (2005).